# Insect Warfare
Az Insect Warfare (szó szerinti jelentése: Rovarháború) amerikai grindcore együttes volt Houstonból.

## Rövid történet
Az Insect Warfare Rahi Geramifar szóló projektjeként indult 2000-ben, majd 2004-ben teljes jogú együttessé alakult. Eredeti felállása a következő volt: Geramifar, Frank Faerman, Neal Dossey és Beau Beasley. Beasley hamar az együttes dalszöveg-írójává vált. 2006 októberében Dobber Beverly került Faerman helyére. Egyetlen nagylemezük, a  World Extermination 2007. szeptember 10.-én jelent meg a 625 Thrashcore kiadónál. Az albumot egyetlen nap alatt rögzítették.
Az együttes 2008-ban feloszlott, azonban az évek során többször is koncerteztek. Utolsónak hirdetett fellépésük az Obscene Extreme fesztiválon volt 2016. július 15-én, a csehországi Trutnovban. Ennek ellenére 2017 májusában volt az "igazi" utolsó fellépésük.

## Hatásaik
Beasley elmondása szerint a Napalm Death From Enslavement to Obliteration és a Discordance Axis Jouhou című lemezei voltak hatással a zenekarra.

## A zenekar tagjai

### Utolsó felállás
- Rahi Geramifar – ének (2004–2008, 2016, 2017)
- Beau Beasley – gitár, basszusgitár (2004–2009, 2016, 2017)
- Dobber Beverly – dob (2006–2009, 2016, 2017)
- Alex Hughes  – basszusgitár (2007–2008, 2016, 2017)[14]

### Volt tagok
- Neal Dossey – gitár (2004–2006)
- Frank Faerman – dob (2004–2006)
- Chris Grenfell – ének (2009)[16]

## Diszkográfia

### Stúdióalbumok
- World Extermination (2007)

### Válogatáslemezek
- Endless Execution Thru Violent Restitution (2006)
- Entomological Siege 2004/2009 (2019)

### EP-k
- At War With Grindcore (2005)
- Evolved into Obliteration (2007)
- Fuck HPMA (2008)
- Noise Grind Power Death (2009)

### Split lemezek
- Insect Warfare / Hatred Surge (2006)
- Boltstein /  Insect Warfare (2006)
- Insect Warfare / Carcass Grinder (2007)
- Insect Warfare / Agoraphobic Nosebleed (2008)
- Flagitious Idiosyncrasy in the Dilapidation / Insect Warfare (2009)
- Napalm Death / Insect Warfare (2013)

### Demók
- Gulf Coast Infestation (2004)